# Пета артилерийска бригада
Пета артилерийска бригада е българска артилерийска бригада формирана през 1915 година и взела участие в Първата световна война (1915 – 1918).

## История
Пета артилерийска бригада е формирана на 13 септември 1915 г. в Разград, като в състава ѝ влизат 1-ви и 11-и артилерийски полкове, и 5-о полско нескорострелно отделение. През Първата световна война (1915 – 1918) бригадата влиза в състава на 5-а пехотна дунавска дивизия. За командир на бригадата е назначен полковник Владимир Вазов.
При намесата на България във войната щаба на бригадата разполага със следния числен състав, добитък и обоз:
| Числен състав                       | Добитък  | Обоз                               |
| ----------------------------------- | -------- | ---------------------------------- |
| Офицери: 2 Подофицери и войници: 13 | Коне: 10 | Обикновени коли: 1 Товарни коли: 2 |

Пета артилерийска бригада е демобилизирана и разформирана на 1 август 1919 г.

## Командири
Званията са към датата на заемане на длъжността.
| №  | звание    | име            | дати                 |
| -- | --------- | -------------- | -------------------- |
| 1. | Полковник | Владимир Вазов | Първа световна война |
| 2. | Полковник | Георги Тодоров | Първа световна война |
| 3. | Полковник | Зафир Чобанов  |                      |